# TVハッカー
『TVハッカー』（ティーヴィーハッカー）は、1987年4月19日から同年9月27日までフジテレビ系列局（一部を除く）で放送されていたクイズ番組である。オフィス・トゥー・ワンとフジテレビの共同製作。放送時間は毎週日曜の20:00 - 20:54 （日本標準時）。

## 概要
「日本初の生放送によるクイズ番組」というキャッチフレーズで、毎回リポーターが日本各地から生中継でクイズを出題。中継場所に関しては、実際に出題するまで秘密にしていた。番組タイトルの「ハッカー」には、いわゆる「クラッカー」ではなく、「神出鬼没」というニュアンスを込めていたとされる。
「オフィス・トゥー・ワンが『久米宏のTVスクランブル』（1982年10月10日から2年半にわたって当番組と同じ時間帯に日本テレビで生放送）と『ニュースステーション』（テレビ朝日）の製作で得たノウハウを注ぎ込んだ番組」という触れ込みでスタート。放送の後期には、テレビ番組表に「TVハッカー・生放送」と記すなど、生放送であることを殊更に強調していた。

## 出演者
- 島田紳助 - 司会
- 渡辺徹 - 司会
- 森高千里 - アシスタント。芸能界デビュー後初めてのレギュラー番組でもあった。

以上3名は、当番組のPRを兼ねて、『アナウンサーぷっつん物語』の第5話（1987年5月4日の生放送バージョン）にも出演。
- 長野智子（当時フジテレビアナウンサー） - リポーター。「ハッカーアナウンサー」という肩書で出演。

## テーマ
- 夏こそゼイタク!
- あぶない! でもシビレちゃうコレクションいろいろ
- しゃく熱地獄! 快汗アツイもの特集!
- コピー・そっくり・にせ物特集
- 過激にスゴいプロフェッショナル特集
- スカッとさわやか! 夏の海特集

参考：『タイムテーブルからみたフジテレビ50年史』フジテレビ編成制作局知財情報センター調査部、2009年、114頁。
この他にも、メジャーリーガーだったボブ・ホーナーが放送期間中の1987年4月にヤクルトスワローズへ入団してセントラル・リーグの公式戦でホームランを連発したことから、「ボブ・ホーナー特集」を組んだことがある。
| フジテレビ系列 日曜20:00枠                           | フジテレビ系列 日曜20:00枠                   | フジテレビ系列 日曜20:00枠                 |
| 前番組                                               | 番組名                                       | 次番組                                     |
| ---------------------------------------------------- | -------------------------------------------- | ------------------------------------------ |
| ザ・サンデー -THE SUNDAY- （1986年10月 - 1987年3月） | TVハッカー （1987年4月19日 - 1987年9月27日） | 七人のHOTめだま （1987年10月 - 1988年3月） |